# San Martín Jilotepeque
San Martín Jilotepeque è un comune del Guatemala facente parte del dipartimento di Chimaltenango.
Le origini dell'abitato risalgono al periodo post-classico Maya (XIII secolo) e venne sottomesso dai conquistadores spagnoli dopo una lunga campagna militare conclusasi nel 1545.